# HD 61878
HD 61878，又名CD-37 3767，SAO 198265、HR 2963，是一颗恒星，视星等为5.73，位于銀經252.01，銀緯-7.77，其B1900.0坐标为赤經7h 36m 11.7s，赤緯-37° -7.77′ 32″。